# Ed Powers
Ed Powers (pseudonimo di Mark Krinsky; Brooklyn, 25 ottobre 1954) è un produttore cinematografico, regista e attore pornografico statunitense.

## Biografia
Nacque a Brooklyn, New York. È maggiormente conosciuto per la serie Dirty Debutantes, con performance di star femminili dilettanti che non avevano mai girato scene pornografiche di masturbazione, sesso con attori maschili e occasionalmente scene lesbiche.

## La serieDirty Debutantes
Nella serie Dirty Debutantes introdusse molte nuove attrici, contribuendo così ad aumentare la loro notorietà nel mondo dell'hard. Jamie Gillis fu inizialmente un co-producer della serie. Il primo film di Marylin Star fu More Dirty Debutantes 30, realizzato nel 1994. Il primo film di Leanni Lei, per Powers, fu nel 1997. Fu ispirata ad iniziare la carriera di pornstar dopo aver visto un film con protagonista Mimi Miyagi che all'epoca era al suo debutto con Powers. Il primo film di Aurora Snow è stato More Dirty Debutantes 152.
Nel 2001 Sunrise Adams fece il suo debutto in More Dirty Debutantes 186. Lei riferì successivamente l'esperienza di fare un film come "niente che voglia ricordare". La prima scena di Katie Morgan fu in Dirty Debutantes 197. Lisa Sparxxx fece il suo debutto in un film nella pellicola: Dirtier Debutants #4 in 2003. Angelica Costello fece inoltre il suo debutto nella serie.
Felix Vicious fece il suo debutto in More Dirty Debutantes 225. La prima scena in cui debuttò Audrey Hollander fu inMore Dirty Debutantes 268. Nel 2005 Brooke Ashley, positiva all'HIV ritornò nell'industria dei film per adulti con Dirty Debutantes 328. Lei girò le scene di sesso con il suo fidanzato Eddie Wood, che era anche lui positivo al test HIV.
Powers faceva un talk show in radio nella notte del fine settimana a Los Angeles, conosciuto come Bedtime Stories on 97.1 KLSX, o KSEX, nella quale i vari ospiti erano connessi al sesso in qualche modo come swingers, prostitute, porn stars, ecc. che apparivano nello show con Ed, seguendo una lista di spezzoni in sequenza. Fra gli ospiti era inclusa Bridget Powers. Lo show in radio show fu ritenuto il numero uno a quel tempo. E, inoltre, fece altre series cinematotografiche chiamate: Bus Stop Tales e New Ends. È apparso anche in una promozione in California basate sul pro wrestling, Pro Wrestling Guerrilla a supporto dei wrestlers Top Gun Talwar e Hook Bomberry.

## Riconoscimenti
- 1996 AVN Award – Reuben Sturman Memorial Award per Ed Powers.[10]
- 1998 XRCO Award – XRCO Hall of Fame[11]
- 2001 AVN Award – Reuben Sturman Memorial Award per la Ed Powers Productions.[10]
- 2003 AVN Award – Best Pro-Am or Amateur Series per The Real Naturals by Ed Powers Productions[10]

## Filmografia

### Attore
- Awesome: Lorrie Lovett (1987)
- Barbii Bound (1987)
- National Pornographic 2 (1987)
- Barbii Unleashed (1988)
- Bonda-cize (1988)
- Loose Ends 5 (1988)
- Under Construction (1988)
- Bus Stop Tales 1 (1989)
- Bus Stop Tales 5 (1989)
- Bus Stop Tales 7 (1989)
- Challenge (1989)
- Dirty Debutantes (1989)
- Fat Ends (1989)
- Imagination Xposed (1989)
- Jaded (1989)
- Loose Ends 6 (1989)
- Shadows In The Dark (1989)
- Trouble (1989)
- Bus Stop Tales 10 (1990)
- Bus Stop Tales 11 (1990)
- Bus Stop Tales 12 (1990)
- Bus Stop Tales 13 (1990)
- Bus Stop Tales 14 (1990)
- Bus Stop Tales 2 (1990)
- Bus Stop Tales 3 (1990)
- Bus Stop Tales 4 (1990)
- Bus Stop Tales 6 (1990)
- Bus Stop Tales 8 (1990)
- Bus Stop Tales 9 (1990)
- Controlled (1990)
- Erotic Explosions 19 (1990)
- Face Of Fear (1990)
- Hard Riders (1990)
- House of Dark Dreams 2 (1990)
- Meltdown (1990)
- More Dirty Debutantes (1990)
- More Dirty Debutantes 3 (1990)
- More Dirty Debutantes 4 (1990)
- More Dirty Debutantes 5 (1990)
- More Dirty Debutantes 6 (1990)
- Naked Truth (1990)
- New Cummers (1990)
- Steal Breeze (1990)
- Autobiography Of A Whip (1991)
- Dr. Butts 1 (1991)
- Dr. Hooters (1991)
- Fear Zone (1991)
- Junkyard Dogs (1991)
- Just For The Hell Of It (1991)
- Manbait 1 (1991)
- More Dirty Debutantes 10 (1991)
- More Dirty Debutantes 11 (1991)
- More Dirty Debutantes 7 (1991)
- More Dirty Debutantes 8 (1991)
- More Dirty Debutantes 9 (1991)
- Naked Goddess 1 (1991)
- Slip of the Tongue (1991)
- Sun Bunnies (1991)
- Tasting (1991)
- Audition (II) (1992)
- Behind the Back Door 5 (1992)
- Black To Basics (1992)
- Cruel Passions (1992)
- Dr. Butts 2 (1992)
- Gangbang Girl 5 (1992)
- Gangbang Girl 6 (1992)
- Loads of Fun 3 (1992)
- Manbait 2 (1992)
- Married With Hormones 2 (1992)
- More Dirty Debutantes 12 (1992)
- More Dirty Debutantes 13 (1992)
- More Dirty Debutantes 14 (1992)
- More Dirty Debutantes 15 (1992)
- More Dirty Debutantes 16 (1992)
- More Dirty Debutantes 17 (1992)
- More Dirty Debutantes 18 (1992)
- PopPorn (1992)
- Pussy Whipped (1992)
- Romancing The Butt (1992)
- She Asked For It (1992)
- Where the Girls Play (1992)
- You Bet Your Ass (1992)
- Anal Surprise (1993)
- Big Boob Boat Ride 1 (1993)
- Black Dirty Debutantes (1993)
- Bottom Dweller Part Deux (1993)
- Deep Inside Dirty Debutantes 1 (1993)
- Deep Inside Dirty Debutantes 2 (1993)
- Deep Inside Dirty Debutantes 3 (1993)
- Deep Inside Dirty Debutantes 4 (1993)
- Deep Inside Dirty Debutantes 5 (1993)
- Deep Inside Dirty Debutantes 6 (1993)
- Deep Inside Dirty Debutantes 7 (1993)
- Deep Inside Dirty Debutantes 8 (1993)
- Deep Inside Dirty Debutantes 9 (1993)
- Dr. Butts 3 (1993)
- For The Hell Of It (1993)
- Loads of Fun 4 (1993)
- More Dirty Debutantes 19 (1993)
- More Dirty Debutantes 20 (1993)
- More Dirty Debutantes 21 (1993)
- More Dirty Debutantes 22 (1993)
- More Dirty Debutantes 23 (1993)
- More Dirty Debutantes 24 (1993)
- More Dirty Debutantes 25 (1993)
- More Dirty Debutantes 26 (1993)
- New Ends 1 (1993)
- New Ends 2 (1993)
- New Ends 3 (1993)
- New Ends 4 (1993)
- Up and Cummers 3 (1993)
- Virgin Tales 1 (1993)
- A nous les petites Cannoises (1994)
- Ariana's Dirty Dancers 1 (1994)
- Ariana's Dirty Dancers 2 (1994)
- Best of Dr. Butts (1994)
- Deep Inside Dirty Debutantes 10 (1994)
- Makin' It (1994)
- More Dirty Debutantes 27 (1994)
- More Dirty Debutantes 28 (1994)
- More Dirty Debutantes 29 (1994)
- More Dirty Debutantes 30 (1994)
- More Dirty Debutantes 31 (1994)
- More Dirty Debutantes 32 (1994)
- More Dirty Debutantes 33 (1994)
- More Dirty Debutantes 34 (1994)
- New Ends 5 (1994)
- New Ends 6 (1994)
- New Ends 7 (1994)
- New Ends 8 (1994)
- New Ends 9 (1994)
- Oriental Gang Bang Fantasies (1994)
- Private Video Magazine 15 (1994)
- Tight Shots 1 (1994)
- Totally Tasteless Video 2 (1994)
- Up And Cummers 10 (1994)
- Up and Cummers the Movie (1994)
- Adult Video News Awards 1995 (1995)
- Debutante Dreams (1995)
- Dirty Bob's Xcellent Adventures 23 (1995)
- Hotsex 5: Cannes Connection 2 (1995)
- Lovin' Spoonfuls 3: Best of Dirty Debutantes (1995)
- Lovin' Spoonfuls 4 (1995)
- More Black Dirty Debutantes 2 (1995)
- More Black Dirty Debutantes 3 (1995)
- More Black Dirty Debutantes 4 (1995)
- More Black Dirty Debutantes 5 (1995)
- More Dirty Debutantes 35 (1995)
- More Dirty Debutantes 36 (1995)
- More Dirty Debutantes 37 (1995)
- More Dirty Debutantes 38 (1995)
- More Dirty Debutantes 39 (1995)
- More Dirty Debutantes 40 (1995)
- More Dirty Debutantes 41 (1995)
- More Dirty Debutantes 42 (1995)
- More Dirty Debutantes 43 (1995)
- More Dirty Debutantes 44 (1995)
- More Dirty Debutantes 45 (1995)
- More Dirty Debutantes 47 (1995)
- New Ends 10 (1995)
- Pickup Lines 2 (1995)
- Pickup Lines the Movie (1995)
- Ready To Drop 7 (1995)
- Tight Shots 2 (1995)
- Where the Boys Aren't 6 (1995)
- World Sex Tour 1 (1995)
- World Sex Tour 2 (1995)
- Deep Inside Dirty Debutantes 11 (1996)
- Dirty Bob's Xcellent Adventures 27 (1996)
- Dirty Diner 2 (1996)
- Dirty Dirty Debutantes 1 (1996)
- Dirty Dirty Debutantes 2 (1996)
- Dirty Dirty Debutantes 3 (1996)
- Dirty Dirty Debutantes 4 (1996)
- Dirty Dirty Debutantes 5 (1996)
- Dirty Dirty Debutantes 6 (1996)
- Dirty Dirty Debutantes 7 (1996)
- Dirty Dirty Debutantes 8 (1996)
- I Wanna Be A Porn Star 1 (1996)
- I Wanna Be A Porn Star 2 (1996)
- Lollipop Shoppe 1 (1996)
- Lovin' Spoonfuls 5: More Best of Dirty Debutantes (1996)
- Lovin' Spoonfuls 6: More Best of Dirty Debutantes (1996)
- Lovin' Spoonfuls 7: More Best of Dirty Debutantes (1996)
- Lovin' Spoonfuls 8: More Best of Dirty Debutantes (1996)
- More Black Dirty Debutantes 6 (1996)
- More Dirty Debutantes 46 (1996)
- More Dirty Debutantes 48 (1996)
- More Dirty Debutantes 49 (1996)
- More Dirty Debutantes 50 (1996)
- More Dirty Debutantes 51 (1996)
- More Dirty Debutantes 52 (1996)
- More Dirty Debutantes 53 (1996)
- More Dirty Debutantes 54 (1996)
- More Dirty Debutantes 55 (1996)
- More Dirty Debutantes 56 (1996)
- More Dirty Debutantes 57 (1996)
- More Dirty Debutantes 58 (1996)
- More Dirty Debutantes 59 (1996)
- Pickup Lines 3 (1996)
- Pickup Lines 4 (1996)
- Valentina (1996)
- Wacky World of Ed Powers (1996)
- Colors of Passion 1 (1997)
- Colors of Passion 2 (1997)
- Deep Inside Dirty Debutantes 12 (1997)
- Deep Inside Dirty Debutantes 13 (1997)
- Deep Inside Dirty Debutantes 14 (1997)
- Deep Inside Dirty Debutantes 15 (1997)
- Deep Inside Dirty Debutantes 16 (1997)
- Deep Inside Dirty Debutantes 17 (1997)
- Deep Inside Dirty Debutantes 18 (1997)
- Dirty Dirty Debutantes 9 (1997)
- Exotica Erotika 1 (1997)
- Exotica Erotika 2 (1997)
- Exotica Erotika 3 (1997)
- Exotica Erotika 4 (1997)
- Exotica Erotika 5 (1997)
- Global Warming Debutantes 1 (1997)
- Global Warming Debutantes 2 (1997)
- Global Warming Debutantes 3 (1997)
- Global Warming Debutantes 4 (1997)
- Global Warming Debutantes 5 (1997)
- Global Warming Debutantes 7 (1997)
- International Dirty Debutantes Revue 1 (1997)
- International Dirty Debutantes Revue 2 (1997)
- Love Chunks (1997)
- Lovin' Spoonfuls 10: More Best of Dirty Debutantes (1997)
- Lovin' Spoonfuls 11: Wild Dirty Debutantes (1997)
- Lovin' Spoonfuls 12: More Best of Dirty Debutantes (1997)
- Lovin' Spoonfuls 9: More Best of Dirty Debutantes (1997)
- More Dirty Debutantes 60 (1997)
- More Dirty Debutantes 61 (1997)
- More Dirty Debutantes 62 (1997)
- More Dirty Debutantes 63 (1997)
- More Dirty Debutantes 64 (1997)
- More Dirty Debutantes 65 (1997)
- More Dirty Debutantes 66 (1997)
- More Dirty Debutantes 67 (1997)
- More Dirty Debutantes 68 (1997)
- More Dirty Debutantes 69 (1997)
- More Dirty Debutantes 70 (1997)
- More Dirty Debutantes 71 (1997)
- More Dirty Debutantes 72 (1997)
- More Dirty Debutantes 73 (1997)
- More Dirty Debutantes 74 (1997)
- More Dirty Debutantes 75 (1997)
- More Dirty Debutantes 76 (1997)
- More Dirty Debutantes 77 (1997)
- More Dirty Debutantes 78 (1997)
- More Dirty Debutantes 79 (1997)
- New Ends 11 (1997)
- New Ends 12 (1997)
- Deep Inside Dirty Debutantes 19 (1998)
- Deep Inside Dirty Debutantes 20 (1998)
- Deep Inside Dirty Debutantes 21 (1998)
- Deep Inside Dirty Debutantes 22 (1998)
- Deep Inside Dirty Debutantes 23 (1998)
- Deep Inside Dirty Debutantes 24 (1998)
- Deep Inside Dirty Debutantes 25 (1998)
- Deep Inside Dirty Debutantes 26 (1998)
- Deep Inside Dirty Debutantes 27 (1998)
- Deep Inside Dirty Debutantes 28 (1998)
- Dirty Dirty Debutantes 10 (1998)
- Dirty Dirty Debutantes 11 (1998)
- Dirty Dirty Debutantes 12 (1998)
- Dirty Dirty Debutantes 13 (1998)
- Dirty Dirty Debutantes 14 (1998)
- Dirty Dirty Debutantes 15 (1998)
- Exotica Erotika 6 (1998)
- Global Warming Debutantes 10 (1998)
- Global Warming Debutantes 11 (1998)
- Global Warming Debutantes 12 (1998)
- Global Warming Debutantes 13 (1998)
- Global Warming Debutantes 14 (1998)
- Global Warming Debutantes 15 (1998)
- Global Warming Debutantes 6 (1998)
- Global Warming Debutantes 8 (1998)
- Global Warming Debutantes 9 (1998)
- In Search of the Samurai Debutante (1998)
- Lovin' Spoonfuls 13: More Best of Dirty Debutantes (1998)
- Lovin' Spoonfuls 14: Best Of Black Dirty Debutantes (1998)
- Lovin' Spoonfuls 15: More Best Of Black Dirty Debutantes (1998)
- Lovin' Spoonfuls 16: More Best of Dirty Debutantes (1998)
- Lovin' Spoonfuls 17: More Best of Dirty Debutantes (1998)
- More Black Dirty Debutantes 10 (1998)
- More Black Dirty Debutantes 11 (1998)
- More Black Dirty Debutantes 12 (1998)
- More Black Dirty Debutantes 7 (1998)
- More Black Dirty Debutantes 8 (1998)
- More Black Dirty Debutantes 9 (1998)
- More Dirty Debutantes 80 (1998)
- More Dirty Debutantes 81 (1998)
- More Dirty Debutantes 82 (1998)
- More Dirty Debutantes 83 (1998)
- More Dirty Debutantes 84 (1998)
- More Dirty Debutantes 85 (1998)
- More Dirty Debutantes 86 (1998)
- More Dirty Debutantes 87 (1998)
- More Dirty Debutantes 88 (1998)
- More Dirty Debutantes 89 (1998)
- More Dirty Debutantes 90 (1998)
- More Dirty Debutantes 91 (1998)
- More Dirty Debutantes 92 (1998)
- More Dirty Debutantes 93 (1998)
- More Dirty Debutantes 94 (1998)
- More Dirty Debutantes 95 (1998)
- More Dirty Debutantes 96 (1998)
- New York Taxi Tales 5 (1998)
- Orgasm Maker 1 (1998)
- Orgasm Maker Returns (1998)
- Tight Shots the Movie (1998)
- Adult Video News Awards 1999 (1999)
- Deep Inside Dirty Debutantes 29 (1999)
- Deep Inside Dirty Debutantes 30 (1999)
- Deep Inside Dirty Debutantes 31 (1999)
- Deep Inside Dirty Debutantes 32 (1999)
- Deep Inside Dirty Debutantes 33 (1999)
- Dirty Dirty Debutantes 16 (1999)
- Dirty Dirty Debutantes 17 (1999)
- Dirty Dirty Debutantes 18 (1999)
- Dirty Dirty Debutantes 19 (1999)
- Dirty Dirty Debutantes 20 (1999)
- Ed Powers Takes Philadelphia (1999)
- Global Warming Debutantes 16 (1999)
- Global Warming Debutantes 17 (1999)
- Global Warming Debutantes 18 (1999)
- Lovin' Spoonfuls 18 (1999)
- Lovin' Spoonfuls 19 (1999)
- Lovin' Spoonfuls 20: Best of Exotika Erotika (1999)
- Lovin' Spoonfuls 21: More Best of Exotica Erotika (1999)
- Lovin' Spoonfuls 22: Best of Deep Inside Dirty Debutantes (1999)
- Lovin' Spoonfuls 23: Best of Deep Inside Dirty Debutantes (1999)
- Lovin' Spoonfuls 24 (1999)
- Lovin' Spoonfuls 25 (1999)
- Lovin' Spoonfuls 26: Best of Deep Inside Dirty Debutantes (1999)
- Lovin' Spoonfuls 27: Best of Deep Inside Dirty Debutantes (1999)
- Max World 19: Cities On Flame (1999)
- More Black Dirty Debutantes 13 (1999)
- More Black Dirty Debutantes 14 (1999)
- More Black Dirty Debutantes 15 (1999)
- More Black Dirty Debutantes 16 (1999)
- More Black Dirty Debutantes 17 (1999)
- More Black Dirty Debutantes 18 (1999)
- More Dirty Debutantes 100 (1999)
- More Dirty Debutantes 101 (1999)
- More Dirty Debutantes 102 (1999)
- More Dirty Debutantes 103 (1999)
- More Dirty Debutantes 104 (1999)
- More Dirty Debutantes 105 (1999)
- More Dirty Debutantes 106 (1999)
- More Dirty Debutantes 107 (1999)
- More Dirty Debutantes 108 (1999)
- More Dirty Debutantes 109 (1999)
- More Dirty Debutantes 110 (1999)
- More Dirty Debutantes 97 (1999)
- More Dirty Debutantes 98 (1999)
- More Dirty Debutantes 99 (1999)
- New Ends 13 (1999)
- New Ends 14 (1999)
- New Ends 15 (1999)
- Asian Sex All-Stars (2000)
- Asian Sex All-Stars 2 (2000)
- Cockless 1 (2000)
- Deep Inside Dirty Debutantes 34 (2000)
- Dirty Debutante Theater (2000)
- Dirty Dirty Debutantes 21 (2000)
- Global Warming Debutantes 19 (2000)
- Global Warming Debutantes 20 (2000)
- Global Warming Debutantes 21 (2000)
- Global Warming Debutantes 22 (2000)
- Global Warming Debutantes 23 (2000)
- Global Warming Debutantes 24 (2000)
- Kinky Underground (2000)
- Lovin' Spoonfuls 28: Best Of Continental Bop (2000)
- Lovin' Spoonfuls 29: Best of the Nasty Brothers (2000)
- Lovin' Spoonfuls 30: The Best of I Wanna Be a Porn Star (2000)
- Lovin' Spoonfuls 31: The Best of International Dirty Debutantes (2000)
- Lovin' Spoonfuls 32: More of the Best of International Dirty Debutantes (2000)
- Lovin' Spoonfuls 33: The Best of the Orgasm Maker (2000)
- Lovin' Spoonfuls 34: Best Of Asian Dirty Debutantes (2000)
- Lovin' Spoonfuls 35: More Best Of Asian Dirty Debutantes (2000)
- Lovin' Spoonfuls 36: Best Of Asian Dirty Debutantes (2000)
- Lovin' Spoonfuls 37: Exotics And Asians (2000)
- More Black Dirty Debutantes 19 (2000)
- More Black Dirty Debutantes 20 (2000)
- More Black Dirty Debutantes 21 (2000)
- More Black Dirty Debutantes 22 (2000)
- More Black Dirty Debutantes 23 (2000)
- More Black Dirty Debutantes 24 (2000)
- More Black Dirty Debutantes 25 (2000)
- More Black Dirty Debutantes 26 (2000)
- More Black Dirty Debutantes 27 (2000)
- More Black Dirty Debutantes 28 (2000)
- More Black Dirty Debutantes 29 (2000)
- More Black Dirty Debutantes 30 (2000)
- More Dirty Debutantes 111 (2000)
- More Dirty Debutantes 112 (2000)
- More Dirty Debutantes 113 (2000)
- More Dirty Debutantes 114 (2000)
- More Dirty Debutantes 115 (2000)
- More Dirty Debutantes 116 (2000)
- More Dirty Debutantes 117 (2000)
- More Dirty Debutantes 118 (2000)
- More Dirty Debutantes 119 (2000)
- More Dirty Debutantes 120 (2000)
- More Dirty Debutantes 121 (2000)
- More Dirty Debutantes 122 (2000)
- More Dirty Debutantes 123 (2000)
- More Dirty Debutantes 124 (2000)
- More Dirty Debutantes 125 (2000)
- More Dirty Debutantes 126 (2000)
- More Dirty Debutantes 127 (2000)
- More Dirty Debutantes 128 (2000)
- More Dirty Debutantes 129 (2000)
- More Dirty Debutantes 130 (2000)
- More Dirty Debutantes 131 (2000)
- More Dirty Debutantes 132 (2000)
- More Dirty Debutantes 133 (2000)
- More Dirty Debutantes 134 (2000)
- More Dirty Debutantes 135 (2000)
- More Dirty Debutantes 136 (2000)
- More Dirty Debutantes 137 (2000)
- More Dirty Debutantes 138 (2000)
- More Dirty Debutantes 139 (2000)
- More Dirty Debutantes 140 (2000)
- More Dirty Debutantes 141 (2000)
- More Dirty Debutantes 142 (2000)
- More Dirty Debutantes 143 (2000)
- More Dirty Debutantes 144 (2000)
- More Dirty Debutantes 145 (2000)
- More Dirty Debutantes 146 (2000)
- More Dirty Debutantes 147 (2000)
- More Dirty Debutantes 148 (2000)
- More Dirty Debutantes 149 (2000)
- More Dirty Debutantes 150 (2000)
- More Dirty Debutantes 151 (2000)
- More Dirty Debutantes 152 (2000)
- More Dirty Debutantes 153 (2000)
- More Dirty Debutantes 154 (2000)
- More Dirty Debutantes 155 (2000)
- More Dirty Debutantes 156 (2000)
- More Dirty Debutantes 157 (2000)
- More Dirty Debutantes 158 (2000)
- More Dirty Debutantes 159 (2000)
- More Dirty Debutantes 160 (2000)
- More Dirty Debutantes 161 (2000)
- More Dirty Debutantes 162 (2000)
- More Dirty Debutantes 163 (2000)
- More Dirty Debutantes 164 (2000)
- More Dirty Debutantes 165 (2000)
- More Dirty Debutantes 166 (2000)
- More Dirty Debutantes 167 (2000)
- More Dirty Debutantes 168 (2000)
- More Dirty Debutantes 169 (2000)
- More Dirty Debutantes 170 (2000)
- More Dirty Debutantes 171 (2000)
- More Dirty Debutantes 172 (2000)
- More Dirty Debutantes 173 (2000)
- More Dirty Debutantes 174 (2000)
- More Dirty Debutantes 175 (2000)
- More Dirty Debutantes 176 (2000)
- More Dirty Debutantes 177 (2000)
- More Dirty Debutantes 178 (2000)
- More Dirty Debutantes 179 (2000)
- More Dirty Debutantes 180 (2000)
- Porn O' Plenty 1 (2000)
- Pretty Little Asians 6 (2000)
- Real Naturals 1 (2000)
- Real Naturals 2 (2000)
- Real Naturals 4 (2000)
- Cockless 10 (2001)
- Cockless 11 (2001)
- Cockless 12 (2001)
- Cockless 13 (2001)
- Cockless 14 (2001)
- Cockless 15 (2001)
- Cockless 16 (2001)
- Cockless 2 (2001)
- Cockless 3 (2001)
- Cockless 4 (2001)
- Cockless 5 (2001)
- Cockless 6 (2001)
- Cockless 7 (2001)
- Cockless 8 (2001)
- Cockless 9 (2001)
- Deep Inside Dirty Debutantes 35 (2001)
- Deep Inside Dirty Debutantes 36 (2001)
- Deep Inside Dirty Debutantes 37 (2001)
- Deep Inside Dirty Debutantes 38 (2001)
- Deep Inside Dirty Debutantes 39 (2001)
- Deep Inside Dirty Debutantes 40 (2001)
- Deep Inside Dirty Debutantes 41 (2001)
- Deep Inside Dirty Debutantes 42 (2001)
- Deep Inside Dirty Debutantes 43 (2001)
- Deep Inside Dirty Debutantes 44 (2001)
- Deep Inside Dirty Debutantes 45 (2001)
- Dirty Dirty Debutantes 22 (2001)
- Dirty Dirty Debutantes 23 (2001)
- Dirty Dirty Debutantes 24 (2001)
- Dirty Dirty Debutantes 25 (2001)
- More Black Dirty Debutantes 31 (2001)
- More Black Dirty Debutantes 32 (2001)
- More Dirty Debutantes 181 (2001)
- More Dirty Debutantes 182 (2001)
- More Dirty Debutantes 183 (2001)
- More Dirty Debutantes 184 (2001)
- More Dirty Debutantes 185 (2001)
- More Dirty Debutantes 186 (2001)
- More Dirty Debutantes 187 (2001)
- More Dirty Debutantes 188 (2001)
- More Dirty Debutantes 189 (2001)
- More Dirty Debutantes 190 (2001)
- More Dirty Debutantes 191 (2001)
- More Dirty Debutantes 192 (2001)
- More Dirty Debutantes 193 (2001)
- More Dirty Debutantes 194 (2001)
- More Dirty Debutantes 195 (2001)
- More Dirty Debutantes 196 (2001)
- More Dirty Debutantes 197 (2001)
- More Dirty Debutantes 198 (2001)
- More Dirty Debutantes 199 (2001)
- More Dirty Debutantes 200 (2001)
- More Dirty Debutantes 201 (2001)
- More Dirty Debutantes 202 (2001)
- More Dirty Debutantes 203 (2001)
- More Dirty Debutantes 204 (2001)
- More Dirty Debutantes 205 (2001)
- More Dirty Debutantes 206 (2001)
- More Dirty Debutantes 207 (2001)
- More Dirty Debutantes 208 (2001)
- More Dirty Debutantes 209 (2001)
- More Dirty Debutantes 210 (2001)
- More Dirty Debutantes 212 (2001)
- More Dirty Debutantes 213 (2001)
- More Dirty Debutantes 214 (2001)
- Porn 'o Plenty 2 (2001)
- Porn 'o Plenty 3 (2001)
- Porn 'o Plenty 4 (2001)
- Porn 'o Plenty 5 (2001)
- Porn 'o Plenty 6 (2001)
- Porn 'o Plenty 7 (2001)
- Real Naturals 10 (2001)
- Real Naturals 11 (2001)
- Real Naturals 12 (2001)
- Real Naturals 13 (2001)
- Real Naturals 14 (2001)
- Real Naturals 15 (2001)
- Real Naturals 16 (2001)
- Real Naturals 17 (2001)
- Real Naturals 18 (2001)
- Real Naturals 19 (2001)
- Real Naturals 20 (2001)
- Real Naturals 3 (2001)
- Real Naturals 5 (2001)
- Real Naturals 6 (2001)
- Real Naturals 7 (2001)
- Real Naturals 8 (2001)
- Real Naturals 9 (2001)
- Touch And Feety 1 (2001)
- Touch And Feety 2 (2001)
- Touch And Feety 3 (2001)
- Touch And Feety 4 (2001)
- Touch And Feety 5 (2001)
- Touch And Feety 6 (2001)
- Up in a Puff (2001)
- Adult Video News Awards 2002 (2002)
- Anal Invasion 1 (2002)
- Anal Invasion 2 (2002)
- Best of the West (2002)
- Cockless 17 (2002)
- Cockless 18 (2002)
- Cockless 19 (2002)
- Cockless 20 (2002)
- Cockless 21 (2002)
- Deep Inside Dirty Debutantes 46 (2002)
- Deep Inside Dirty Debutantes 47 (2002)
- Global Warming Debutantes 25 (2002)
- Global Warming Debutantes 26 (2002)
- Global Warming Debutantes 27 (2002)
- Global Warming Debutantes 28 (2002)
- Global Warming Debutantes 29 (2002)
- Global Warming Debutantes 30 (2002)
- Global Warming Debutantes 31 (2002)
- Global Warming Debutantes 32 (2002)
- Hannah Harper Exposed (2002)
- Lovin' Spoonfuls 38 (2002)
- Lovin' Spoonfuls 39: Europeans (2002)
- Lovin' Spoonfuls 40: Deep Inside Dirty Debutantes (2002)
- Lovin' Spoonfuls 41: More of the Best of Deep Inside Dirty Debutantes With A Little Creme On Top (2002)
- More Dirty Debutantes 211 (2002)
- More Dirty Debutantes 215 (2002)
- More Dirty Debutantes 216 (2002)
- More Dirty Debutantes 217 (2002)
- More Dirty Debutantes 218 (2002)
- More Dirty Debutantes 219 (2002)
- More Dirty Debutantes 220 (2002)
- More Dirty Debutantes 221 (2002)
- More Dirty Debutantes 222 (2002)
- More Dirty Debutantes 223 (2002)
- More Dirty Debutantes 224 (2002)
- More Dirty Debutantes 225 (2002)
- More Dirty Debutantes 226 (2002)
- More Dirty Debutantes 227 (2002)
- More Dirty Debutantes 228 (2002)
- More Dirty Debutantes 229 (2002)
- More Dirty Debutantes 230 (2002)
- More Dirty Debutantes 231 (2002)
- More Dirty Debutantes 232 (2002)
- More Dirty Debutantes 233 (2002)
- More Dirty Debutantes 234 (2002)
- More Dirty Debutantes 235 (2002)
- More Dirty Debutantes 236 (2002)
- More Dirty Debutantes 237 (2002)
- More Dirty Debutantes 238 (2002)
- More Dirty Debutantes 239 (2002)
- More Dirty Debutantes 240 (2002)
- More Dirty Debutantes 241 (2002)
- More Dirty Debutantes 242 (2002)
- More Dirty Debutantes 243 (2002)
- More Dirty Debutantes 244 (2002)
- More Dirty Debutantes 245 (2002)
- More Dirty Debutantes 246 (2002)
- Porn 'o Plenty 10 (2002)
- Porn 'o Plenty 11 (2002)
- Porn 'o Plenty 12 (2002)
- Porn 'o Plenty 13 (2002)
- Porn 'o Plenty 14 (2002)
- Porn 'o Plenty 15 (2002)
- Porn 'o Plenty 16 (2002)
- Porn 'o Plenty 17 (2002)
- Porn 'o Plenty 18 (2002)
- Porn 'o Plenty 19 (2002)
- Porn 'o Plenty 8 (2002)
- Porn 'o Plenty 9 (2002)
- Real Naturals 21 (2002)
- Real Naturals 22 (2002)
- Real Naturals 24 (2002)
- Real Naturals 25 (2002)
- Shane Exposed (2002)
- Solo Debutantes (2002)
- Tabitha Stern Exposed (2002)
- Young Buns 2 (2002)
- Young Cream Pies 1 (2002)
- Young Cream Pies 2 (2002)
- Young Cream Pies 5 (2002)
- Aurora Snow Exposed (2003)
- Belladonna Exposed (2003)
- Blonde Lust (2003)
- Butterface Pageant (2003)
- Cockless 22 (2003)
- Cockless 23 (2003)
- Cockless 24 (2003)
- Cockless 25 (2003)
- Cockless 26 (2003)
- Cockless 27 (2003)
- Dawn of the Debutantes 1 (2003)
- Dawn of the Debutantes 10 (2003)
- Dawn of the Debutantes 11 (2003)
- Dawn of the Debutantes 12 (2003)
- Dawn of the Debutantes 2 (2003)
- Dawn of the Debutantes 3 (2003)
- Dawn of the Debutantes 4 (2003)
- Dawn of the Debutantes 5 (2003)
- Dawn of the Debutantes 6 (2003)
- Dawn of the Debutantes 7 (2003)
- Dawn of the Debutantes 8 (2003)
- Dawn of the Debutantes 9 (2003)
- Dirtier Debutantes 1 (2003)
- Dirtier Debutantes 10 (2003)
- Dirtier Debutantes 11 (2003)
- Dirtier Debutantes 12 (2003)
- Dirtier Debutantes 13 (2003)
- Dirtier Debutantes 2 (2003)
- Dirtier Debutantes 3 (2003)
- Dirtier Debutantes 4 (2003)
- Dirtier Debutantes 5 (2003)
- Dirtier Debutantes 6 (2003)
- Dirtier Debutantes 7 (2003)
- Dirtier Debutantes 8 (2003)
- Dirtier Debutantes 9 (2003)
- Fresh and Natural (2003)
- Gauge Exposed (2003)
- Global Warming Debutantes 33 (2003)
- Global Warming Debutantes 34 (2003)
- Global Warming Debutantes 35 (2003)
- Global Warming Debutantes 36 (2003)
- Global Warming Debutantes 37 (2003)
- Gonzoman (2003)
- Gonzoman 2 (2003)
- Inari Vachs Exposed (2003)
- Lovin' Spoonfuls 42: Latina Global Mix (2003)
- Lovin' Spoonfuls 43: 18 Year Old Cuties (2003)
- Lovin' Spoonfuls 44: Big Breasted Beauties (2003)
- Lovin' Spoonfuls 45: Sweet And Petite (2003)
- Lovin' Spoonfuls 46: The Faceless Fan Movie (2003)
- More Dirty Debutantes 247 (2003)
- More Dirty Debutantes 248 (2003)
- More Dirty Debutantes 249 (2003)
- More Dirty Debutantes 250 (2003)
- More Dirty Debutantes 251 (2003)
- More Dirty Debutantes 252 (2003)
- More Dirty Debutantes 253 (2003)
- More Dirty Debutantes 254 (2003)
- More Dirty Debutantes 255 (2003)
- More Dirty Debutantes 256 (2003)
- More Dirty Debutantes 257 (2003)
- More Dirty Debutantes 258 (2003)
- More Dirty Debutantes 259 (2003)
- More Dirty Debutantes 260 (2003)
- More Dirty Debutantes 261 (2003)
- More Dirty Debutantes 262 (2003)
- More Dirty Debutantes 263 (2003)
- More Dirty Debutantes 264 (2003)
- More Dirty Debutantes 265 (2003)
- More Dirty Debutantes 266 (2003)
- More Dirty Debutantes 267 (2003)
- More Dirty Debutantes 268 (2003)
- More Dirty Debutantes 269 (2003)
- More Dirty Debutantes 270 (2003)
- More Dirty Debutantes 271 (2003)
- More Dirty Debutantes 272 (2003)
- More Dirty Debutantes 273 (2003)
- More Dirty Debutantes 274 (2003)
- More Dirty Debutantes 275 (2003)
- More Dirty Debutantes 276 (2003)
- More Dirty Debutantes 277 (2003)
- Nici Sterling Exposed (2003)
- One Is Not Enough 1: An Adventure In Multiple Partners (2003)
- One Is Not Enough 2: An Adventure In Multiple Partners (2003)
- One Is Not Enough 3: An Adventure In Multiple Partners (2003)
- Porn 'o Plenty 20 (2003)
- Stacy Valentine Exposed (2003)
- Tera And Friends (2003)
- Young Cream Pies 3 (2003)
- Young Cream Pies 4 (2003)
- Young Cream Pies 7 (2003)
- Affirmative Action 3 (2004)
- Affirmative Action 4 (2004)
- Anita Dark Exposed (2004)
- Ashley Blue and Friends (2004)
- Bolivia Euro Exposed (2004)
- Bridgette Kerkove And Her Anal Friends (2004)
- Bunny Luv Exposed (2004)
- Channone Exposed (2004)
- Cockless 28 (2004)
- Danielle Rogers Exposed (2004)
- Dawn of the Debutantes 13 (2004)
- Dawn of the Debutantes 14 (2004)
- Dawn of the Debutantes 15 (2004)
- Dawn of the Debutantes 16 (2004)
- Dawn of the Debutantes 17 (2004)
- Dawn of the Debutantes 18 (2004)
- Dawn of the Debutantes 19 (2004)
- Dawn of the Debutantes 20 (2004)
- Dawn of the Debutantes 21 (2004)
- Dawn of the Debutantes 22 (2004)
- Dawn of the Debutantes 23 (2004)
- Dawn of the Debutantes 24 (2004)
- Dayton Rains Exposed (2004)
- Dee Exposed (2004)
- Dirtier Debutantes 14 (2004)
- Dirty Debutantes: Best Scenes 1 (2004)
- Dirty Debutantes: Best Scenes 10 (2004)
- Dirty Debutantes: Best Scenes 2 (2004)
- Dirty Debutantes: Best Scenes 3 (2004)
- Dirty Debutantes: Best Scenes 4 (2004)
- Dirty Debutantes: Best Scenes 5 (2004)
- Dirty Debutantes: Best Scenes 6 (2004)
- Dirty Debutantes: Best Scenes 7 (2004)
- Dirty Debutantes: Best Scenes 8 (2004)
- Dirty Debutantes: Best Scenes 9 (2004)
- Eva Roberts Exposed (2004)
- Flick Shagwell Exposed (2004)
- Gauge And Friends (2004)
- Jada Fox Exposed (2004)
- Jenna And Friends (2004)
- Jewel DeNyle And Friends (2004)
- Leanni Lei Exposed (2004)
- Lily Thai Exposed (2004)
- Loose Ends (new) (2004)
- Lovin' Spoonfuls 47: Very Hairy Honeys (2004)
- Lovin' Spoonfuls 48: One Hit Wonders (2004)
- Lovin' Spoonfuls 49: More Asians (2004)
- Lovin' Spoonfuls 50: The Best Of Blondes (2004)
- Lovin' Spoonfuls 51: Ed's Cover Girls Spanning The Years! 1995-1998 (2004)
- Lovin' Spoonfuls 52: Ed's Cover Girls Spanning The Years! 2001 (2004)
- Lovin' Spoonfuls 53: Lovely Latinas (2004)
- Lovin' Spoonfuls 54: Beautiful Blondes (2004)
- Lovin' Spoonfuls 55: All About Asians (2004)
- Lovin' Spoonfuls 56: Big Breasted Brunettes (2004)
- Lovin' Spoonfuls 57: Ed's Anal Favorites (2004)
- Lovin' Spoonfuls 58: The Big and the Small - The Best of Ed and Jake (2004)
- Lovin' Spoonfuls 59: Back in the Days (2004)
- Lovin' Spoonfuls 60: More Lovely Latinas (2004)
- Lovin' Spoonfuls 61: Teen Invasion (2004)
- Lovin' Spoonfuls 62: Busty Blondes (2004)
- Lovin' Spoonfuls 63: Hits Of The 90's (2004)
- Lovin' Spoonfuls 64: The Best Of Montreal (2004)
- Lovin' Spoonfuls 65: Hits Of The 90's (2004)
- Lovin' Spoonfuls 66: The Best Of Montreal Deux (2004)
- Lovin' Spoonfuls 67: All About Asians 2 (2004)
- Lovin' Spoonfuls 68: All About Asians (2004)
- Lovin' Spoonfuls 69: One Is Not Enough Edition (2004)
- Lovin' Spoonfuls 70: Ed's Cover Girls Spanning The Years 2002 (2004)
- Lovin' Spoonfuls 71: Anal Loving Asians (2004)
- Lovin' Spoonfuls 72: Sexy Senoritas (2004)
- Melanie Jagger Exposed (2004)
- More Dirty Debutantes 278 (2004)
- More Dirty Debutantes 279 (2004)
- More Dirty Debutantes 280 (2004)
- More Dirty Debutantes 281 (2004)
- More Dirty Debutantes 282 (2004)
- More Dirty Debutantes 283 (2004)
- More Dirty Debutantes 284 (2004)
- More Dirty Debutantes 285 (2004)
- More Dirty Debutantes 286 (2004)
- More Dirty Debutantes 287 (2004)
- More Dirty Debutantes 288 (2004)
- More Dirty Debutantes 289 (2004)
- More Dirty Debutantes 290 (2004)
- More Dirty Debutantes 291 (2004)
- More Dirty Debutantes 292 (2004)
- More Dirty Debutantes 293 (2004)
- More Dirty Debutantes 294 (2004)
- More Dirty Debutantes 295 (2004)
- More Dirty Debutantes 296 (2004)
- More Dirty Debutantes 297 (2004)
- More Dirty Debutantes 298 (2004)
- More Dirty Debutantes 299 (2004)
- Oh Those Lovin' Spoonfuls 53: Lovely Latinas (2004)
- Real Naturals 26 (2004)
- Tiffany Mason Exposed (2004)
- Tommi Rose Exposed (2004)
- Young Buns 11 (2004)
- Young Buns 12 (2004)
- Young Buns 14 (2004)
- Young Buns 15 (2004)
- Young Cream Pies 10 (2004)
- Young Cream Pies 11 (2004)
- Young Cream Pies 12 (2004)
- Young Cream Pies 9 (2004)
- Amateurs and First Timers 2 (2005)
- Angel Long And Friends (2005)
- Avy Scott And Friends (2005)
- Crush That Ass (2005)
- Crush That Ass 2 (2005)
- Crush That Ass 3 (2005)
- Daisy Exposed (2005)
- Felix Vicious Exposed (2005)
- Fresh and Natural 2 (2005)
- Fresh and Natural 3 (2005)
- Gina Ryder Exposed (2005)
- Marilyn Star Exposed (2005)
- Monica Sweetheart and Friends (2005)
- More Dirty Debutantes 300 (2005)
- More Dirty Debutantes 301 (2005)
- More Dirty Debutantes 302 (2005)
- More Dirty Debutantes 303 (2005)
- More Dirty Debutantes 304 (2005)
- More Dirty Debutantes 305 (2005)
- More Dirty Debutantes 306 (2005)
- More Dirty Debutantes 307 (2005)
- More Dirty Debutantes 308 (2005)
- More Dirty Debutantes 309 (2005)
- More Dirty Debutantes 310 (2005)
- More Dirty Debutantes 311 (2005)
- More Dirty Debutantes 312 (2005)
- More Dirty Debutantes 313 (2005)
- More Dirty Debutantes 314 (2005)
- More Dirty Debutantes 315 (2005)
- More Dirty Debutantes 316 (2005)
- More Dirty Debutantes 317 (2005)
- More Dirty Debutantes 318 (2005)
- More Dirty Debutantes 319 (2005)
- More Dirty Debutantes 320 (2005)
- More Dirty Debutantes 321 (2005)
- More Dirty Debutantes 322 (2005)
- More Dirty Debutantes 323 (2005)
- More Dirty Debutantes 324 (2005)
- More Dirty Debutantes 325 (2005)
- More Dirty Debutantes 326 (2005)
- More Dirty Debutantes 327 (2005)
- More Dirty Debutantes 328 (2005)
- More Dirty Debutantes 329 (2005)
- More Dirty Debutantes 330 (2005)
- More Dirty Debutantes 331 (2005)
- More Dirty Debutantes 332 (2005)
- More Dirty Debutantes 333 (2005)
- More Dirty Debutantes 334 (2005)
- More Dirty Debutantes 335 (2005)
- More Dirty Debutantes 336 (2005)
- More Dirty Debutantes 337 (2005)
- More Dirty Debutantes 338 (2005)
- Sophie Evans Exposed (2005)
- Taylor Rain Exposed (2005)
- Young Buns 13 (2005)
- Best of Dirtier Debutantes 1 (2006)
- Best of Dirtier Debutantes 2 (2006)
- Best of Dirtier Debutantes 3 (2006)
- More Dirty Debutantes 339 (2006)
- More Dirty Debutantes 340 (2006)
- More Dirty Debutantes 341 (2006)
- More Dirty Debutantes 342 (2006)
- More Dirty Debutantes 343 (2006)
- More Dirty Debutantes 344 (2006)
- More Dirty Debutantes 345 (2006)
- More Dirty Debutantes 346 (2006)
- More Dirty Debutantes 347 (2006)
- More Dirty Debutantes 348 (2006)
- More Dirty Debutantes 349 (2006)
- More Dirty Debutantes 350 (2006)
- More Dirty Debutantes 351 (2006)
- More Dirty Debutantes 352 (2006)
- More Dirty Debutantes 353 (2006)
- More Dirty Debutantes 354 (2006)
- More Dirty Debutantes 355 (2006)
- More Dirty Debutantes 356 (2006)
- More Dirty Debutantes 357 (2006)
- More Dirty Debutantes 358 (2006)
- More Dirty Debutantes 359 (2006)
- More Dirty Debutantes 360 (2006)
- More Dirty Debutantes 361 (2006)
- More Dirty Debutantes 362 (2006)
- More Dirty Debutantes 363 (2006)
- More Dirty Debutantes 364 (2006)
- More Dirty Debutantes 365 (2006)
- More Dirty Debutantes 366 (2006)
- Silent Control (2006)
- Tricia Devereaux Exposed (2006)
- More Dirty Debutantes 367 (2007)
- More Dirty Debutantes 368 (2007)
- More Dirty Debutantes 369 (2007)
- Tera Goes Gonzo (2008)
- Titties And Cream (2009)
- Next Dirty Debutantes: Nasty Amateurs (2011)
- All New Dirty Debutantes 370 (2012)
- All New Dirty Debutantes 371 (2012)
- All New Dirty Debutantes 372 (2012)
- All New Dirty Debutantes 373 (2012)
- All New Dirty Debutantes 374 (2013)
- All New Dirty Debutantes 374: The Unedited Fan On The Wall Version (2013)
- All New Dirty Debutantes 375 (2013)
- All New Dirty Debutantes 376 (2013)
- All New Dirty Debutantes 377 (2013)
- All New Dirty Debutantes 378 (2013)
- All New Dirty Debutantes 379 (2013)
- All New Dirty Debutantes 380 (2013)
- All New Dirty Debutantes 381 (2013)
- All New Dirty Debutantes 382: The Exxxtravaganza (2013)
- All New Dirty Debutantes 383 (2014)

### Regista
- Just Plain Bill (1971)
- Wine God Bodies (1971)
- Invasion of the Lust Snatchers (1988)
- Bus Stop Tales 1 (1989)
- Bus Stop Tales 5 (1989)
- Bus Stop Tales 7 (1989)
- Dirty Debutantes (1989)
- Bus Stop Tales 10 (1990)
- Bus Stop Tales 11 (1990)
- Bus Stop Tales 12 (1990)
- Bus Stop Tales 13 (1990)
- Bus Stop Tales 14 (1990)
- Bus Stop Tales 2 (1990)
- Bus Stop Tales 3 (1990)
- Bus Stop Tales 4 (1990)
- Bus Stop Tales 6 (1990)
- Bus Stop Tales 8 (1990)
- Bus Stop Tales 9 (1990)
- More Dirty Debutantes (1990)
- More Dirty Debutantes 3 (1990)
- More Dirty Debutantes 4 (1990)
- More Dirty Debutantes 5 (1990)
- More Dirty Debutantes 6 (1990)
- New Cummers (1990)
- Dr. Butts 1 (1991)
- More Dirty Debutantes 10 (1991)
- More Dirty Debutantes 11 (1991)
- More Dirty Debutantes 7 (1991)
- More Dirty Debutantes 8 (1991)
- More Dirty Debutantes 9 (1991)
- Dr. Butts 2 (1992)
- More Dirty Debutantes 12 (1992)
- More Dirty Debutantes 13 (1992)
- More Dirty Debutantes 14 (1992)
- More Dirty Debutantes 15 (1992)
- More Dirty Debutantes 16 (1992)
- More Dirty Debutantes 17 (1992)
- More Dirty Debutantes 18 (1992)
- PopPorn (1992)
- Big Boob Boat Ride 1 (1993)
- Black Dirty Debutantes (1993)
- Deep Inside Dirty Debutantes 1 (1993)
- Deep Inside Dirty Debutantes 2 (1993)
- Deep Inside Dirty Debutantes 3 (1993)
- Deep Inside Dirty Debutantes 4 (1993)
- Deep Inside Dirty Debutantes 5 (1993)
- Deep Inside Dirty Debutantes 6 (1993)
- Deep Inside Dirty Debutantes 7 (1993)
- Deep Inside Dirty Debutantes 8 (1993)
- Deep Inside Dirty Debutantes 9 (1993)
- Dr. Butts 3 (1993)
- More Dirty Debutantes 19 (1993)
- More Dirty Debutantes 20 (1993)
- More Dirty Debutantes 21 (1993)
- More Dirty Debutantes 22 (1993)
- More Dirty Debutantes 23 (1993)
- More Dirty Debutantes 24 (1993)
- More Dirty Debutantes 25 (1993)
- More Dirty Debutantes 26 (1993)
- New Ends 1 (1993)
- New Ends 2 (1993)
- New Ends 3 (1993)
- New Ends 4 (1993)
- Virgin Tales 1 (1993)
- Ariana's Dirty Dancers 1 (1994)
- Ariana's Dirty Dancers 2 (1994)
- Best of Dr. Butts (1994)
- Deep Inside Dirty Debutantes 10 (1994)
- More Dirty Debutantes 27 (1994)
- More Dirty Debutantes 28 (1994)
- More Dirty Debutantes 29 (1994)
- More Dirty Debutantes 30 (1994)
- More Dirty Debutantes 31 (1994)
- More Dirty Debutantes 32 (1994)
- More Dirty Debutantes 33 (1994)
- More Dirty Debutantes 34 (1994)
- New Ends 5 (1994)
- New Ends 6 (1994)
- New Ends 7 (1994)
- New Ends 8 (1994)
- New Ends 9 (1994)
- Tight Shots 1 (1994)
- Up and Cummers the Movie (1994)
- Debutante Dreams (1995)
- Lovin' Spoonfuls 3: Best of Dirty Debutantes (1995)
- Lovin' Spoonfuls 4 (1995)
- More Black Dirty Debutantes 2 (1995)
- More Black Dirty Debutantes 3 (1995)
- More Black Dirty Debutantes 4 (1995)
- More Black Dirty Debutantes 5 (1995)
- More Dirty Debutantes 35 (1995)
- More Dirty Debutantes 36 (1995)
- More Dirty Debutantes 37 (1995)
- More Dirty Debutantes 38 (1995)
- More Dirty Debutantes 39 (1995)
- More Dirty Debutantes 40 (1995)
- More Dirty Debutantes 41 (1995)
- More Dirty Debutantes 42 (1995)
- More Dirty Debutantes 43 (1995)
- More Dirty Debutantes 44 (1995)
- More Dirty Debutantes 45 (1995)
- More Dirty Debutantes 47 (1995)
- New Ends 10 (1995)
- Tight Shots 2 (1995)
- Creme De Femme The Video Series (1996)
- Deep Inside Dirty Debutantes 11 (1996)
- Dirty Dirty Debutantes 1 (1996)
- Dirty Dirty Debutantes 2 (1996)
- Dirty Dirty Debutantes 3 (1996)
- Dirty Dirty Debutantes 4 (1996)
- Dirty Dirty Debutantes 5 (1996)
- Dirty Dirty Debutantes 6 (1996)
- Dirty Dirty Debutantes 7 (1996)
- Dirty Dirty Debutantes 8 (1996)
- I Wanna Be A Porn Star 1 (1996)
- I Wanna Be A Porn Star 2 (1996)
- Lollipop Shoppe 1 (1996)
- Lollipop Shoppe 2 (1996)
- Lovin' Spoonfuls 6: More Best of Dirty Debutantes (1996)
- Lovin' Spoonfuls 8: More Best of Dirty Debutantes (1996)
- More Black Dirty Debutantes 6 (1996)
- More Dirty Debutantes 46 (1996)
- More Dirty Debutantes 48 (1996)
- More Dirty Debutantes 49 (1996)
- More Dirty Debutantes 50 (1996)
- More Dirty Debutantes 51 (1996)
- More Dirty Debutantes 52 (1996)
- More Dirty Debutantes 53 (1996)
- More Dirty Debutantes 54 (1996)
- More Dirty Debutantes 55 (1996)
- More Dirty Debutantes 56 (1996)
- More Dirty Debutantes 57 (1996)
- More Dirty Debutantes 58 (1996)
- More Dirty Debutantes 59 (1996)
- Valentina (1996)
- Wacky World of Ed Powers (1996)
- Colors of Passion 1 (1997)
- Colors of Passion 2 (1997)
- Deep Inside Dirty Debutantes 12 (1997)
- Deep Inside Dirty Debutantes 13 (1997)
- Deep Inside Dirty Debutantes 14 (1997)
- Deep Inside Dirty Debutantes 15 (1997)
- Deep Inside Dirty Debutantes 16 (1997)
- Deep Inside Dirty Debutantes 17 (1997)
- Deep Inside Dirty Debutantes 18 (1997)
- Dirty Dirty Debutantes 9 (1997)
- Exotica Erotika 1 (1997)
- Exotica Erotika 2 (1997)
- Exotica Erotika 3 (1997)
- Exotica Erotika 5 (1997)
- Global Warming Debutantes 1 (1997)
- Global Warming Debutantes 2 (1997)
- Global Warming Debutantes 3 (1997)
- Global Warming Debutantes 4 (1997)
- Global Warming Debutantes 5 (1997)
- Global Warming Debutantes 7 (1997)
- International Dirty Debutantes Revue 1 (1997)
- International Dirty Debutantes Revue 2 (1997)
- Lovin' Spoonfuls 10: More Best of Dirty Debutantes (1997)
- Lovin' Spoonfuls 11: Wild Dirty Debutantes (1997)
- Lovin' Spoonfuls 12: More Best of Dirty Debutantes (1997)
- Lovin' Spoonfuls 9: More Best of Dirty Debutantes (1997)
- More Dirty Debutantes 60 (1997)
- More Dirty Debutantes 61 (1997)
- More Dirty Debutantes 62 (1997)
- More Dirty Debutantes 63 (1997)
- More Dirty Debutantes 64 (1997)
- More Dirty Debutantes 65 (1997)
- More Dirty Debutantes 66 (1997)
- More Dirty Debutantes 67 (1997)
- More Dirty Debutantes 68 (1997)
- More Dirty Debutantes 69 (1997)
- More Dirty Debutantes 70 (1997)
- More Dirty Debutantes 71 (1997)
- More Dirty Debutantes 72 (1997)
- More Dirty Debutantes 73 (1997)
- More Dirty Debutantes 74 (1997)
- More Dirty Debutantes 75 (1997)
- More Dirty Debutantes 76 (1997)
- More Dirty Debutantes 77 (1997)
- More Dirty Debutantes 78 (1997)
- More Dirty Debutantes 79 (1997)
- New Ends 11 (1997)
- New Ends 12 (1997)
- Deep Inside Dirty Debutantes 19 (1998)
- Deep Inside Dirty Debutantes 20 (1998)
- Deep Inside Dirty Debutantes 21 (1998)
- Deep Inside Dirty Debutantes 22 (1998)
- Deep Inside Dirty Debutantes 23 (1998)
- Deep Inside Dirty Debutantes 24 (1998)
- Deep Inside Dirty Debutantes 25 (1998)
- Deep Inside Dirty Debutantes 26 (1998)
- Deep Inside Dirty Debutantes 27 (1998)
- Deep Inside Dirty Debutantes 28 (1998)
- Dirty Dirty Debutantes 10 (1998)
- Dirty Dirty Debutantes 11 (1998)
- Dirty Dirty Debutantes 12 (1998)
- Dirty Dirty Debutantes 13 (1998)
- Dirty Dirty Debutantes 14 (1998)
- Dirty Dirty Debutantes 15 (1998)
- Global Warming Debutantes 10 (1998)
- Global Warming Debutantes 11 (1998)
- Global Warming Debutantes 12 (1998)
- Global Warming Debutantes 13 (1998)
- Global Warming Debutantes 14 (1998)
- Global Warming Debutantes 15 (1998)
- Global Warming Debutantes 6 (1998)
- Global Warming Debutantes 8 (1998)
- Global Warming Debutantes 9 (1998)
- In Search of the Samurai Debutante (1998)
- Lovin' Spoonfuls 13: More Best of Dirty Debutantes (1998)
- Lovin' Spoonfuls 14: Best Of Black Dirty Debutantes (1998)
- Lovin' Spoonfuls 15: More Best Of Black Dirty Debutantes (1998)
- Lovin' Spoonfuls 16: More Best of Dirty Debutantes (1998)
- Lovin' Spoonfuls 17: More Best of Dirty Debutantes (1998)
- More Black Dirty Debutantes 10 (1998)
- More Black Dirty Debutantes 11 (1998)
- More Black Dirty Debutantes 12 (1998)
- More Black Dirty Debutantes 7 (1998)
- More Black Dirty Debutantes 8 (1998)
- More Black Dirty Debutantes 9 (1998)
- More Dirty Debutantes 80 (1998)
- More Dirty Debutantes 81 (1998)
- More Dirty Debutantes 82 (1998)
- More Dirty Debutantes 83 (1998)
- More Dirty Debutantes 84 (1998)
- More Dirty Debutantes 85 (1998)
- More Dirty Debutantes 86 (1998)
- More Dirty Debutantes 87 (1998)
- More Dirty Debutantes 88 (1998)
- More Dirty Debutantes 89 (1998)
- More Dirty Debutantes 90 (1998)
- More Dirty Debutantes 91 (1998)
- More Dirty Debutantes 92 (1998)
- More Dirty Debutantes 93 (1998)
- More Dirty Debutantes 94 (1998)
- More Dirty Debutantes 95 (1998)
- More Dirty Debutantes 96 (1998)
- Orgasm Maker 1 (1998)
- Orgasm Maker Returns (1998)
- Tight Shots the Movie (1998)
- Deep Inside Dirty Debutantes 29 (1999)
- Deep Inside Dirty Debutantes 30 (1999)
- Deep Inside Dirty Debutantes 31 (1999)
- Deep Inside Dirty Debutantes 32 (1999)
- Deep Inside Dirty Debutantes 33 (1999)
- Dirty Dirty Debutantes 16 (1999)
- Dirty Dirty Debutantes 17 (1999)
- Dirty Dirty Debutantes 18 (1999)
- Dirty Dirty Debutantes 19 (1999)
- Dirty Dirty Debutantes 20 (1999)
- Ed Powers Takes Philadelphia (1999)
- Global Warming Debutantes 16 (1999)
- Global Warming Debutantes 17 (1999)
- Global Warming Debutantes 18 (1999)
- Lovin' Spoonfuls 18 (1999)
- Lovin' Spoonfuls 19 (1999)
- Lovin' Spoonfuls 20: Best of Exotika Erotika (1999)
- Lovin' Spoonfuls 21: More Best of Exotica Erotika (1999)
- Lovin' Spoonfuls 22: Best of Deep Inside Dirty Debutantes (1999)
- Lovin' Spoonfuls 23: Best of Deep Inside Dirty Debutantes (1999)
- Lovin' Spoonfuls 24 (1999)
- Lovin' Spoonfuls 25 (1999)
- Lovin' Spoonfuls 26: Best of Deep Inside Dirty Debutantes (1999)
- Lovin' Spoonfuls 27: Best of Deep Inside Dirty Debutantes (1999)
- More Black Dirty Debutantes 13 (1999)
- More Black Dirty Debutantes 14 (1999)
- More Black Dirty Debutantes 15 (1999)
- More Black Dirty Debutantes 16 (1999)
- More Black Dirty Debutantes 17 (1999)
- More Black Dirty Debutantes 18 (1999)
- More Dirty Debutantes 100 (1999)
- More Dirty Debutantes 101 (1999)
- More Dirty Debutantes 102 (1999)
- More Dirty Debutantes 103 (1999)
- More Dirty Debutantes 104 (1999)
- More Dirty Debutantes 105 (1999)
- More Dirty Debutantes 106 (1999)
- More Dirty Debutantes 107 (1999)
- More Dirty Debutantes 108 (1999)
- More Dirty Debutantes 109 (1999)
- More Dirty Debutantes 110 (1999)
- More Dirty Debutantes 97 (1999)
- More Dirty Debutantes 98 (1999)
- More Dirty Debutantes 99 (1999)
- New Ends 13 (1999)
- New Ends 14 (1999)
- New Ends 15 (1999)
- Asian Sex All-Stars (2000)
- Asian Sex All-Stars 2 (2000)
- Cockless 1 (2000)
- Deep Inside Dirty Debutantes 34 (2000)
- Dirty Debutante Theater (2000)
- Dirty Dirty Debutantes 21 (2000)
- Global Warming Debutantes 19 (2000)
- Global Warming Debutantes 20 (2000)
- Global Warming Debutantes 21 (2000)
- Global Warming Debutantes 22 (2000)
- Global Warming Debutantes 23 (2000)
- Global Warming Debutantes 24 (2000)
- Lovin' Spoonfuls 28: Best Of Continental Bop (2000)
- Lovin' Spoonfuls 29: Best of the Nasty Brothers (2000)
- Lovin' Spoonfuls 30: The Best of I Wanna Be a Porn Star (2000)
- Lovin' Spoonfuls 31: The Best of International Dirty Debutantes (2000)
- Lovin' Spoonfuls 32: More of the Best of International Dirty Debutantes (2000)
- Lovin' Spoonfuls 33: The Best of the Orgasm Maker (2000)
- Lovin' Spoonfuls 34: Best Of Asian Dirty Debutantes (2000)
- Lovin' Spoonfuls 35: More Best Of Asian Dirty Debutantes (2000)
- Lovin' Spoonfuls 36: Best Of Asian Dirty Debutantes (2000)
- Lovin' Spoonfuls 37: Exotics And Asians (2000)
- More Black Dirty Debutantes 19 (2000)
- More Black Dirty Debutantes 20 (2000)
- More Black Dirty Debutantes 21 (2000)
- More Black Dirty Debutantes 22 (2000)
- More Black Dirty Debutantes 23 (2000)
- More Black Dirty Debutantes 24 (2000)
- More Black Dirty Debutantes 25 (2000)
- More Black Dirty Debutantes 26 (2000)
- More Black Dirty Debutantes 27 (2000)
- More Black Dirty Debutantes 28 (2000)
- More Black Dirty Debutantes 29 (2000)
- More Black Dirty Debutantes 30 (2000)
- More Dirty Debutantes 111 (2000)
- More Dirty Debutantes 112 (2000)
- More Dirty Debutantes 113 (2000)
- More Dirty Debutantes 114 (2000)
- More Dirty Debutantes 115 (2000)
- More Dirty Debutantes 116 (2000)
- More Dirty Debutantes 117 (2000)
- More Dirty Debutantes 118 (2000)
- More Dirty Debutantes 119 (2000)
- More Dirty Debutantes 120 (2000)
- More Dirty Debutantes 121 (2000)
- More Dirty Debutantes 122 (2000)
- More Dirty Debutantes 123 (2000)
- More Dirty Debutantes 124 (2000)
- More Dirty Debutantes 125 (2000)
- More Dirty Debutantes 126 (2000)
- More Dirty Debutantes 127 (2000)
- More Dirty Debutantes 128 (2000)
- More Dirty Debutantes 129 (2000)
- More Dirty Debutantes 130 (2000)
- More Dirty Debutantes 131 (2000)
- More Dirty Debutantes 132 (2000)
- More Dirty Debutantes 133 (2000)
- More Dirty Debutantes 134 (2000)
- More Dirty Debutantes 135 (2000)
- More Dirty Debutantes 136 (2000)
- More Dirty Debutantes 137 (2000)
- More Dirty Debutantes 138 (2000)
- More Dirty Debutantes 139 (2000)
- More Dirty Debutantes 140 (2000)
- More Dirty Debutantes 141 (2000)
- More Dirty Debutantes 142 (2000)
- More Dirty Debutantes 143 (2000)
- More Dirty Debutantes 144 (2000)
- More Dirty Debutantes 145 (2000)
- More Dirty Debutantes 146 (2000)
- More Dirty Debutantes 147 (2000)
- More Dirty Debutantes 148 (2000)
- More Dirty Debutantes 149 (2000)
- More Dirty Debutantes 150 (2000)
- More Dirty Debutantes 151 (2000)
- More Dirty Debutantes 152 (2000)
- More Dirty Debutantes 153 (2000)
- More Dirty Debutantes 154 (2000)
- More Dirty Debutantes 155 (2000)
- More Dirty Debutantes 156 (2000)
- More Dirty Debutantes 157 (2000)
- More Dirty Debutantes 158 (2000)
- More Dirty Debutantes 159 (2000)
- More Dirty Debutantes 160 (2000)
- More Dirty Debutantes 161 (2000)
- More Dirty Debutantes 162 (2000)
- More Dirty Debutantes 163 (2000)
- More Dirty Debutantes 164 (2000)
- More Dirty Debutantes 165 (2000)
- More Dirty Debutantes 166 (2000)
- More Dirty Debutantes 167 (2000)
- More Dirty Debutantes 168 (2000)
- More Dirty Debutantes 169 (2000)
- More Dirty Debutantes 170 (2000)
- More Dirty Debutantes 171 (2000)
- More Dirty Debutantes 172 (2000)
- More Dirty Debutantes 173 (2000)
- More Dirty Debutantes 174 (2000)
- More Dirty Debutantes 175 (2000)
- More Dirty Debutantes 176 (2000)
- More Dirty Debutantes 177 (2000)
- More Dirty Debutantes 178 (2000)
- More Dirty Debutantes 179 (2000)
- More Dirty Debutantes 180 (2000)
- Porn O' Plenty 1 (2000)
- Real Naturals 1 (2000)
- Real Naturals 2 (2000)
- Real Naturals 4 (2000)
- Cockless 10 (2001)
- Cockless 11 (2001)
- Cockless 12 (2001)
- Cockless 13 (2001)
- Cockless 14 (2001)
- Cockless 15 (2001)
- Cockless 16 (2001)
- Cockless 2 (2001)
- Cockless 3 (2001)
- Cockless 4 (2001)
- Cockless 5 (2001)
- Cockless 6 (2001)
- Cockless 7 (2001)
- Cockless 8 (2001)
- Cockless 9 (2001)
- Deep Inside Dirty Debutantes 35 (2001)
- Deep Inside Dirty Debutantes 36 (2001)
- Deep Inside Dirty Debutantes 37 (2001)
- Deep Inside Dirty Debutantes 38 (2001)
- Deep Inside Dirty Debutantes 39 (2001)
- Deep Inside Dirty Debutantes 40 (2001)
- Deep Inside Dirty Debutantes 41 (2001)
- Deep Inside Dirty Debutantes 42 (2001)
- Deep Inside Dirty Debutantes 43 (2001)
- Deep Inside Dirty Debutantes 44 (2001)
- Deep Inside Dirty Debutantes 45 (2001)
- Dirty Dirty Debutantes 22 (2001)
- Dirty Dirty Debutantes 23 (2001)
- Dirty Dirty Debutantes 24 (2001)
- Dirty Dirty Debutantes 25 (2001)
- More Black Dirty Debutantes 31 (2001)
- More Black Dirty Debutantes 32 (2001)
- More Dirty Debutantes 181 (2001)
- More Dirty Debutantes 182 (2001)
- More Dirty Debutantes 183 (2001)
- More Dirty Debutantes 184 (2001)
- More Dirty Debutantes 185 (2001)
- More Dirty Debutantes 186 (2001)
- More Dirty Debutantes 187 (2001)
- More Dirty Debutantes 188 (2001)
- More Dirty Debutantes 189 (2001)
- More Dirty Debutantes 190 (2001)
- More Dirty Debutantes 191 (2001)
- More Dirty Debutantes 192 (2001)
- More Dirty Debutantes 193 (2001)
- More Dirty Debutantes 194 (2001)
- More Dirty Debutantes 195 (2001)
- More Dirty Debutantes 196 (2001)
- More Dirty Debutantes 197 (2001)
- More Dirty Debutantes 198 (2001)
- More Dirty Debutantes 199 (2001)
- More Dirty Debutantes 200 (2001)
- More Dirty Debutantes 201 (2001)
- More Dirty Debutantes 202 (2001)
- More Dirty Debutantes 203 (2001)
- More Dirty Debutantes 204 (2001)
- More Dirty Debutantes 205 (2001)
- More Dirty Debutantes 206 (2001)
- More Dirty Debutantes 207 (2001)
- More Dirty Debutantes 208 (2001)
- More Dirty Debutantes 209 (2001)
- More Dirty Debutantes 210 (2001)
- More Dirty Debutantes 212 (2001)
- More Dirty Debutantes 213 (2001)
- More Dirty Debutantes 214 (2001)
- Porn 'o Plenty 2 (2001)
- Porn 'o Plenty 3 (2001)
- Porn 'o Plenty 4 (2001)
- Porn 'o Plenty 5 (2001)
- Porn 'o Plenty 6 (2001)
- Porn 'o Plenty 7 (2001)
- Real Naturals 10 (2001)
- Real Naturals 11 (2001)
- Real Naturals 12 (2001)
- Real Naturals 13 (2001)
- Real Naturals 14 (2001)
- Real Naturals 15 (2001)
- Real Naturals 16 (2001)
- Real Naturals 17 (2001)
- Real Naturals 18 (2001)
- Real Naturals 19 (2001)
- Real Naturals 20 (2001)
- Real Naturals 3 (2001)
- Real Naturals 5 (2001)
- Real Naturals 6 (2001)
- Real Naturals 7 (2001)
- Real Naturals 8 (2001)
- Real Naturals 9 (2001)
- Touch And Feety 1 (2001)
- Touch And Feety 2 (2001)
- Touch And Feety 3 (2001)
- Touch And Feety 4 (2001)
- Touch And Feety 5 (2001)
- Touch And Feety 6 (2001)
- Up in a Puff (2001)
- Anal Invasion 1 (2002)
- Anal Invasion 2 (2002)
- Best of the West (2002)
- Cockless 17 (2002)
- Cockless 18 (2002)
- Cockless 19 (2002)
- Cockless 20 (2002)
- Cockless 21 (2002)
- Deep Inside Dirty Debutantes 46 (2002)
- Deep Inside Dirty Debutantes 47 (2002)
- Global Warming Debutantes 25 (2002)
- Global Warming Debutantes 26 (2002)
- Global Warming Debutantes 27 (2002)
- Global Warming Debutantes 28 (2002)
- Global Warming Debutantes 29 (2002)
- Global Warming Debutantes 30 (2002)
- Global Warming Debutantes 31 (2002)
- Global Warming Debutantes 32 (2002)
- Hannah Harper Exposed (2002)
- Lovin' Spoonfuls 38 (2002)
- Lovin' Spoonfuls 39: Europeans (2002)
- Lovin' Spoonfuls 40: Deep Inside Dirty Debutantes (2002)
- Lovin' Spoonfuls 41: More of the Best of Deep Inside Dirty Debutantes With A Little Creme On Top (2002)
- More Dirty Debutantes 211 (2002)
- More Dirty Debutantes 215 (2002)
- More Dirty Debutantes 216 (2002)
- More Dirty Debutantes 217 (2002)
- More Dirty Debutantes 218 (2002)
- More Dirty Debutantes 219 (2002)
- More Dirty Debutantes 220 (2002)
- More Dirty Debutantes 221 (2002)
- More Dirty Debutantes 222 (2002)
- More Dirty Debutantes 223 (2002)
- More Dirty Debutantes 224 (2002)
- More Dirty Debutantes 225 (2002)
- More Dirty Debutantes 226 (2002)
- More Dirty Debutantes 227 (2002)
- More Dirty Debutantes 228 (2002)
- More Dirty Debutantes 229 (2002)
- More Dirty Debutantes 230 (2002)
- More Dirty Debutantes 231 (2002)
- More Dirty Debutantes 232 (2002)
- More Dirty Debutantes 233 (2002)
- More Dirty Debutantes 234 (2002)
- More Dirty Debutantes 235 (2002)
- More Dirty Debutantes 236 (2002)
- More Dirty Debutantes 237 (2002)
- More Dirty Debutantes 238 (2002)
- More Dirty Debutantes 239 (2002)
- More Dirty Debutantes 240 (2002)
- More Dirty Debutantes 241 (2002)
- More Dirty Debutantes 242 (2002)
- More Dirty Debutantes 243 (2002)
- More Dirty Debutantes 244 (2002)
- More Dirty Debutantes 245 (2002)
- More Dirty Debutantes 246 (2002)
- Porn 'o Plenty 10 (2002)
- Porn 'o Plenty 11 (2002)
- Porn 'o Plenty 12 (2002)
- Porn 'o Plenty 13 (2002)
- Porn 'o Plenty 14 (2002)
- Porn 'o Plenty 15 (2002)
- Porn 'o Plenty 16 (2002)
- Porn 'o Plenty 17 (2002)
- Porn 'o Plenty 18 (2002)
- Porn 'o Plenty 19 (2002)
- Porn 'o Plenty 8 (2002)
- Porn 'o Plenty 9 (2002)
- Real Naturals 21 (2002)
- Real Naturals 22 (2002)
- Real Naturals 23 (2002)
- Real Naturals 24 (2002)
- Real Naturals 25 (2002)
- Shane Exposed (2002)
- Solo Debutantes (2002)
- Tabitha Stern Exposed (2002)
- Young Cream Pies 1 (2002)
- Young Cream Pies 2 (2002)
- Young Cream Pies 5 (2002)
- Aurora Snow Exposed (2003)
- Belladonna Exposed (2003)
- Blonde Lust (2003)
- Butterface Pageant (2003)
- Cockless 22 (2003)
- Cockless 23 (2003)
- Cockless 24 (2003)
- Cockless 25 (2003)
- Cockless 26 (2003)
- Cockless 27 (2003)
- Dawn of the Debutantes 1 (2003)
- Dawn of the Debutantes 10 (2003)
- Dawn of the Debutantes 11 (2003)
- Dawn of the Debutantes 12 (2003)
- Dawn of the Debutantes 2 (2003)
- Dawn of the Debutantes 3 (2003)
- Dawn of the Debutantes 4 (2003)
- Dawn of the Debutantes 5 (2003)
- Dawn of the Debutantes 6 (2003)
- Dawn of the Debutantes 7 (2003)
- Dawn of the Debutantes 8 (2003)
- Dawn of the Debutantes 9 (2003)
- Dirtier Debutantes 1 (2003)
- Dirtier Debutantes 10 (2003)
- Dirtier Debutantes 11 (2003)
- Dirtier Debutantes 12 (2003)
- Dirtier Debutantes 13 (2003)
- Dirtier Debutantes 2 (2003)
- Dirtier Debutantes 3 (2003)
- Dirtier Debutantes 4 (2003)
- Dirtier Debutantes 5 (2003)
- Dirtier Debutantes 6 (2003)
- Dirtier Debutantes 7 (2003)
- Dirtier Debutantes 8 (2003)
- Dirtier Debutantes 9 (2003)
- Fresh and Natural (2003)
- Global Warming Debutantes 33 (2003)
- Global Warming Debutantes 34 (2003)
- Global Warming Debutantes 35 (2003)
- Global Warming Debutantes 36 (2003)
- Global Warming Debutantes 37 (2003)
- Gonzoman (2003)
- Gonzoman 2 (2003)
- Inari Vachs Exposed (2003)
- Jenna Loves Felecia (2003)
- Lovin' Spoonfuls 42: Latina Global Mix (2003)
- Lovin' Spoonfuls 43: 18 Year Old Cuties (2003)
- Lovin' Spoonfuls 44: Big Breasted Beauties (2003)
- Lovin' Spoonfuls 45: Sweet And Petite (2003)
- Lovin' Spoonfuls 46: The Faceless Fan Movie (2003)
- More Dirty Debutantes 247 (2003)
- More Dirty Debutantes 248 (2003)
- More Dirty Debutantes 249 (2003)
- More Dirty Debutantes 250 (2003)
- More Dirty Debutantes 251 (2003)
- More Dirty Debutantes 252 (2003)
- More Dirty Debutantes 253 (2003)
- More Dirty Debutantes 254 (2003)
- More Dirty Debutantes 255 (2003)
- More Dirty Debutantes 256 (2003)
- More Dirty Debutantes 257 (2003)
- More Dirty Debutantes 258 (2003)
- More Dirty Debutantes 259 (2003)
- More Dirty Debutantes 260 (2003)
- More Dirty Debutantes 261 (2003)
- More Dirty Debutantes 262 (2003)
- More Dirty Debutantes 263 (2003)
- More Dirty Debutantes 264 (2003)
- More Dirty Debutantes 265 (2003)
- More Dirty Debutantes 266 (2003)
- More Dirty Debutantes 267 (2003)
- More Dirty Debutantes 268 (2003)
- More Dirty Debutantes 269 (2003)
- More Dirty Debutantes 270 (2003)
- More Dirty Debutantes 271 (2003)
- More Dirty Debutantes 272 (2003)
- More Dirty Debutantes 273 (2003)
- More Dirty Debutantes 274 (2003)
- More Dirty Debutantes 275 (2003)
- More Dirty Debutantes 276 (2003)
- More Dirty Debutantes 277 (2003)
- Nici Sterling Exposed (2003)
- One Is Not Enough 1: An Adventure In Multiple Partners (2003)
- One Is Not Enough 2: An Adventure In Multiple Partners (2003)
- One Is Not Enough 3: An Adventure In Multiple Partners (2003)
- Porn 'o Plenty 20 (2003)
- Stacy Valentine Exposed (2003)
- Tera And Friends (2003)
- Young Cream Pies 3 (2003)
- Young Cream Pies 4 (2003)
- Young Cream Pies 7 (2003)
- Anita Dark Exposed (2004)
- Ashley Blue and Friends (2004)
- Bolivia Euro Exposed (2004)
- Bridgette Kerkove And Her Anal Friends (2004)
- Bunny Luv Exposed (2004)
- Channone Exposed (2004)
- Cockless 28 (2004)
- Danielle Rogers Exposed (2004)
- Dawn of the Debutantes 13 (2004)
- Dawn of the Debutantes 14 (2004)
- Dawn of the Debutantes 15 (2004)
- Dawn of the Debutantes 16 (2004)
- Dawn of the Debutantes 17 (2004)
- Dawn of the Debutantes 18 (2004)
- Dawn of the Debutantes 19 (2004)
- Dawn of the Debutantes 20 (2004)
- Dawn of the Debutantes 21 (2004)
- Dawn of the Debutantes 22 (2004)
- Dawn of the Debutantes 23 (2004)
- Dawn of the Debutantes 24 (2004)
- Dayton Rains Exposed (2004)
- Dee Exposed (2004)
- Dirtier Debutantes 14 (2004)
- Dirty Debutantes: Best Scenes 1 (2004)
- Dirty Debutantes: Best Scenes 10 (2004)
- Dirty Debutantes: Best Scenes 2 (2004)
- Dirty Debutantes: Best Scenes 3 (2004)
- Dirty Debutantes: Best Scenes 4 (2004)
- Dirty Debutantes: Best Scenes 5 (2004)
- Dirty Debutantes: Best Scenes 6 (2004)
- Dirty Debutantes: Best Scenes 7 (2004)
- Dirty Debutantes: Best Scenes 8 (2004)
- Dirty Debutantes: Best Scenes 9 (2004)
- Eva Roberts Exposed (2004)
- Flick Shagwell Exposed (2004)
- Gauge And Friends (2004)
- Jada Fox Exposed (2004)
- Jenna And Friends (2004)
- Jewel DeNyle And Friends (2004)
- Leanni Lei Exposed (2004)
- Lily Thai Exposed (2004)
- Lovin' Spoonfuls 47: Very Hairy Honeys (2004)
- Lovin' Spoonfuls 48: One Hit Wonders (2004)
- Lovin' Spoonfuls 49: More Asians (2004)
- Lovin' Spoonfuls 50: The Best Of Blondes (2004)
- Lovin' Spoonfuls 51: Ed's Cover Girls Spanning The Years! 1995-1998 (2004)
- Lovin' Spoonfuls 52: Ed's Cover Girls Spanning The Years! 2001 (2004)
- Lovin' Spoonfuls 53: Lovely Latinas (2004)
- Lovin' Spoonfuls 54: Beautiful Blondes (2004)
- Lovin' Spoonfuls 55: All About Asians (2004)
- Lovin' Spoonfuls 56: Big Breasted Brunettes (2004)
- Lovin' Spoonfuls 57: Ed's Anal Favorites (2004)
- Lovin' Spoonfuls 58: The Big and the Small - The Best of Ed and Jake (2004)
- Lovin' Spoonfuls 59: Back in the Days (2004)
- Lovin' Spoonfuls 60: More Lovely Latinas (2004)
- Lovin' Spoonfuls 61: Teen Invasion (2004)
- Lovin' Spoonfuls 62: Busty Blondes (2004)
- Lovin' Spoonfuls 63: Hits Of The 90's (2004)
- Lovin' Spoonfuls 64: The Best Of Montreal (2004)
- Lovin' Spoonfuls 65: Hits Of The 90's (2004)
- Lovin' Spoonfuls 66: The Best Of Montreal Deux (2004)
- Lovin' Spoonfuls 67: All About Asians 2 (2004)
- Lovin' Spoonfuls 68: All About Asians (2004)
- Lovin' Spoonfuls 69: One Is Not Enough Edition (2004)
- Lovin' Spoonfuls 70: Ed's Cover Girls Spanning The Years 2002 (2004)
- Lovin' Spoonfuls 71: Anal Loving Asians (2004)
- Lovin' Spoonfuls 72: Sexy Senoritas (2004)
- Melanie Jagger Exposed (2004)
- More Dirty Debutantes 278 (2004)
- More Dirty Debutantes 279 (2004)
- More Dirty Debutantes 280 (2004)
- More Dirty Debutantes 281 (2004)
- More Dirty Debutantes 282 (2004)
- More Dirty Debutantes 283 (2004)
- More Dirty Debutantes 284 (2004)
- More Dirty Debutantes 285 (2004)
- More Dirty Debutantes 286 (2004)
- More Dirty Debutantes 287 (2004)
- More Dirty Debutantes 288 (2004)
- More Dirty Debutantes 289 (2004)
- More Dirty Debutantes 290 (2004)
- More Dirty Debutantes 291 (2004)
- More Dirty Debutantes 292 (2004)
- More Dirty Debutantes 293 (2004)
- More Dirty Debutantes 294 (2004)
- More Dirty Debutantes 295 (2004)
- More Dirty Debutantes 296 (2004)
- More Dirty Debutantes 297 (2004)
- More Dirty Debutantes 298 (2004)
- More Dirty Debutantes 299 (2004)
- Oh Those Lovin' Spoonfuls 53: Lovely Latinas (2004)
- Real Naturals 26 (2004)
- Tawny Roberts Exposed (2004)
- Tiffany Mason Exposed (2004)
- Tommi Rose Exposed (2004)
- Young Buns 11 (2004)
- Young Buns 12 (2004)
- Young Buns 14 (2004)
- Young Buns 15 (2004)
- Young Cream Pies 10 (2004)
- Young Cream Pies 11 (2004)
- Young Cream Pies 12 (2004)
- Young Cream Pies 13 (2004)
- Young Cream Pies 9 (2004)
- Amateurs and First Timers 2 (2005)
- Angel Long And Friends (2005)
- Avy Scott And Friends (2005)
- Crush That Ass (2005)
- Crush That Ass 2 (2005)
- Crush That Ass 3 (2005)
- Daisy Exposed (2005)
- Felix Vicious Exposed (2005)
- Fresh and Natural 2 (2005)
- Gina Ryder Exposed (2005)
- Monica Sweetheart and Friends (2005)
- More Dirty Debutantes 300 (2005)
- More Dirty Debutantes 301 (2005)
- More Dirty Debutantes 302 (2005)
- More Dirty Debutantes 303 (2005)
- More Dirty Debutantes 304 (2005)
- More Dirty Debutantes 305 (2005)
- More Dirty Debutantes 306 (2005)
- More Dirty Debutantes 307 (2005)
- More Dirty Debutantes 308 (2005)
- More Dirty Debutantes 309 (2005)
- More Dirty Debutantes 310 (2005)
- More Dirty Debutantes 311 (2005)
- More Dirty Debutantes 312 (2005)
- More Dirty Debutantes 313 (2005)
- More Dirty Debutantes 314 (2005)
- More Dirty Debutantes 315 (2005)
- More Dirty Debutantes 316 (2005)
- More Dirty Debutantes 317 (2005)
- More Dirty Debutantes 318 (2005)
- More Dirty Debutantes 319 (2005)
- More Dirty Debutantes 320 (2005)
- More Dirty Debutantes 321 (2005)
- More Dirty Debutantes 322 (2005)
- More Dirty Debutantes 323 (2005)
- More Dirty Debutantes 324 (2005)
- More Dirty Debutantes 325 (2005)
- More Dirty Debutantes 326 (2005)
- More Dirty Debutantes 327 (2005)
- More Dirty Debutantes 328 (2005)
- More Dirty Debutantes 329 (2005)
- More Dirty Debutantes 330 (2005)
- More Dirty Debutantes 331 (2005)
- More Dirty Debutantes 332 (2005)
- More Dirty Debutantes 333 (2005)
- More Dirty Debutantes 334 (2005)
- More Dirty Debutantes 335 (2005)
- More Dirty Debutantes 336 (2005)
- More Dirty Debutantes 337 (2005)
- More Dirty Debutantes 338 (2005)
- Sophie Evans Exposed (2005)
- Young Buns 13 (2005)
- Best of Dirtier Debutantes 1 (2006)
- Best of Dirtier Debutantes 2 (2006)
- Best of Dirtier Debutantes 3 (2006)
- More Dirty Debutantes 339 (2006)
- More Dirty Debutantes 340 (2006)
- More Dirty Debutantes 341 (2006)
- More Dirty Debutantes 342 (2006)
- More Dirty Debutantes 343 (2006)
- More Dirty Debutantes 344 (2006)
- More Dirty Debutantes 345 (2006)
- More Dirty Debutantes 346 (2006)
- More Dirty Debutantes 347 (2006)
- More Dirty Debutantes 348 (2006)
- More Dirty Debutantes 349 (2006)
- More Dirty Debutantes 350 (2006)
- More Dirty Debutantes 351 (2006)
- More Dirty Debutantes 352 (2006)
- More Dirty Debutantes 353 (2006)
- More Dirty Debutantes 354 (2006)
- More Dirty Debutantes 355 (2006)
- More Dirty Debutantes 356 (2006)
- More Dirty Debutantes 357 (2006)
- More Dirty Debutantes 358 (2006)
- More Dirty Debutantes 359 (2006)
- More Dirty Debutantes 360 (2006)
- More Dirty Debutantes 361 (2006)
- More Dirty Debutantes 362 (2006)
- More Dirty Debutantes 363 (2006)
- More Dirty Debutantes 364 (2006)
- More Dirty Debutantes 365 (2006)
- More Dirty Debutantes 366 (2006)
- Silent Control (2006)
- Tricia Devereaux Exposed (2006)
- More Dirty Debutantes 367 (2007)
- More Dirty Debutantes 368 (2007)
- More Dirty Debutantes 369 (2007)
- Buck Angel's Ultimate Fucking Club 2: Tattooed and Screwed (2010)
- Next Dirty Debutantes: Nasty Amateurs (2011)
- All New Dirty Debutantes 370 (2012)
- All New Dirty Debutantes 371 (2012)
- All New Dirty Debutantes 372 (2012)
- All New Dirty Debutantes 373 (2012)
- All New Dirty Debutantes 374 (2013)
- All New Dirty Debutantes 374: The Unedited Fan On The Wall Version (2013)
- All New Dirty Debutantes 375 (2013)
- All New Dirty Debutantes 376 (2013)
- All New Dirty Debutantes 377 (2013)
- All New Dirty Debutantes 378 (2013)
- All New Dirty Debutantes 379 (2013)
- All New Dirty Debutantes 380 (2013)
- All New Dirty Debutantes 381 (2013)
- All New Dirty Debutantes 382: The Exxxtravaganza (2013)
- All New Dirty Debutantes 383 (2014)